# Anatolij Wielmin
Anatolij Pietrowicz Wielmin, ros. Анатолий Петрович Вельмин (ur. 23 października 1883 r. w Kijowie, zm. 13 stycznia 1977 r. w Cormeilles-en-Parisis) – rosyjski prawnik, emigracyjny dziennikarz, działacz społeczno-kulturalny, publicysta.
Ukończył studia prawnicze na uniwersytecie w Kijowie. Następnie założył tam biuro notarialne. Po wybuchu I wojny światowej został zmobilizowany do armii rosyjskiej. Służył w stopniu praporszczika w oddziałach inżynieryjnych. W 1918 r. wstąpił do nowo formowanych wojsk Białych gen. Antona I. Denikina. W połowie października 1920 r. wraz z pozostałymi wojskowymi został ewakuowany z Krymu do Gallipoli. Na emigracji zamieszkał we Francji. W 1924 r. przeniósł się do Polski. W Warszawie do 1933 r. pełnił funkcję korespondenta paryskiego pisma „Poslednije nowosti”. Następnie stanął na czele Rosyjskiego Komitetu Opiekuńczego. W 1944 r. wyjechał do Niemiec. Po zakończeniu wojny zamieszkał w Paryżu, gdzie został notariuszem. Wstąpił do Narodowego Związku Pracujących (NTS). W 1950 r. został sekretarzem Związku Rosyjskich Pisarzy i Dziennikarzy. W latach 1956–1957 wchodził w skład jego kierownictwa. Ponadto był członkiem Związku Działaczy Rosyjskiego Resortu Prawnego i Stowarzyszenia Ochrony Rosyjskich Dzieł Kultury. Występował z wykładami i odczytami. Pisał artykuły w pismach „Russkaja mysl” i „Nowyj żurnał”. Przewodniczył archiwum rosyjskim przy Uniwersytecie Columbia. Organizował spotkania w Domu Rosyjskim w Cormeilles-en-Parisis.